# Данаилов, Сильвио
Сильвио Данаилов (родился 21 апреля 1961 года в Софии) — болгарский шахматист, международный мастер, менеджер экс-чемпионов мира по шахматам по версии ФИДЕ Веселина Топалова и Руслана Пономарёва.
В 1980 году Данаилов занял третье место на юношеском чемпионате Европы и 6—14 места на юношеском чемпионате мира (в нём победил Каспаров). В 1983 году он разделил первое место в чемпионате Болгарии, но проиграл дополнительный матч Дончеву 1½:2½.
С начала 1990-х Данаилов стал менеджером Веселина Топалова, чемпиона мира по шахматам 2005 года по версии ФИДЕ и одного из сильнейших шахматистов мира. С 2005 года Данаилов организовывает шахматный турнир M-Tel Masters в Софии.
Во время объединительного матча между Топаловым и Крамником Данаилов выступил инициатором так называемого «туалетного скандала» — болгарская сторона обвинила Крамника в том, что он слишком часто посещает туалет, в котором, благодаря тому, что он не просматривается видеокамерами, получает подсказки от компьютера. Инцидент едва не привёл к срыву матча и позднее рассматривался Комиссией ФИДЕ по этике, которая признала поведение Данаилова нарушающим Этический кодекс ФИДЕ и вынесла ему выговор.
В 2010 году Данаилов был избран президентом Европейского шахматного союза. В 2014 он проиграл на выборах Зурабу Азмайпарашвили.
В 2011 году Данаилов был награждён орденом «Стара планина» первой степени «за исключительные заслуги перед Республикой Болгария в области физической культуры и спорта».